# Oxycephalus latirostris
Oxycephalus latirostris är en kräftdjursart som beskrevs av Claus 1879. Oxycephalus latirostris ingår i släktet Oxycephalus och familjen Oxycephalidae. Inga underarter finns listade i Catalogue of Life.